# Parasiccia abraxina
Parasiccia abraxina är en fjärilsart som beskrevs av Rothschild 1913. Parasiccia abraxina ingår i släktet Parasiccia och familjen björnspinnare. Inga underarter finns listade i Catalogue of Life.